# Megaselia adempta
Megaselia adempta är en tvåvingeart som beskrevs av Borgmeier 1969. Megaselia adempta ingår i släktet Megaselia och familjen puckelflugor.
Artens utbredningsområde är Dominica. Inga underarter finns listade i Catalogue of Life.